# Стено (режисьор)
Стено (на италиански: Steno) е италиански филмов режисьор. 

## Биография
Син е на известен журналист, който умира рано. Завършил е право, но не е завършил университет. В продължение на много години си сътрудничи с Марио Моничели, с който заснема комедии с Тото. След като се разделя с Моничели, той продължава да снима комедии с Тото, както и с Алберто Сорди.
Избира си псевдоним в чест на писателя и журналиста Флавий Стено (1877-1946), чиято комична проза е изключително популярна в Италия през първата половина на 20 век.

## Избрана филмография

### Режисьор
| година | филм                          | оригинално заглавие                               | бележки                       |
| ------ | ----------------------------- | ------------------------------------------------- | ----------------------------- |
| 1959   | Чичо ми беше вампир           | Tempi duri per i vampiri                          |                               |
| 1959   | Тото, Ева и забранената четка | Toto, Eva e il pennello proibito                  |                               |
| 1959   | Данъчният дълг                | I Tartassati                                      |                               |
| 1968   | Каприз по италиански          | Capriccio all'italiana (Il mostro della domenica) | сегмент: (Неделното чудовище) |
| 1981   | Тангото на ревността          | Il tango della gelosia                            |                               |